# Occupation russe de l'oblast de Tchernihiv
- Territoire ukrainien n'ayant jamais été occupé
- Territoire occupé par la Russie puis récupéré par l'Ukraine

L'occupation russe de l'oblast de Tchernihiv est une occupation militaire qui commence le 24 février 2022, au début de l'invasion russe de l'Ukraine, avec l'entrée des forces russes sur le territoire ukrainien par le nord. Progressivement, les troupes russes commencent à capturer de grandes parties de l'oblast de Tchernihiv pour tenter de prendre la capitale de l'Ukraine, Kiev. La capitale de l'oblast, Tchernihiv, ne sera jamais capturée, à la suite d'une importante résistance ukrainienne. Le 3 avril, les forces russes quittent l'oblast, mettant fin à l'occupation.

## Occupation

### Tchernihiv
Le 25 février 2022, le ministère russe de la Défense annonce que les forces russes assiègent la ville. Le lendemain, les forces ukrainiennes présentes dans la ville affirment avoir vaincu l'une des unités imposant le siège.
Le 1er mars, selon le gouverneur de l'oblast de Tchernihiv (uk), Viatcheslav Chaus (uk), chaque point d'accès de la ville est fortement miné pour éviter toute progression des forces russes.
Le 3 mars, 47 résidents de la ville qui attendaient sur une place du centre-ville pour acheter des denrées alimentaires, sont tués par un bombardement, vraisemblablement d'origine russe. Ce bombardement pourrait constituer un crime de guerre, en raison de la nature exclusivement civile des infrastructures à proximité, d'après Amnesty International.
Le 10 mars, le maire Vladyslav Atrochenko (uk) déclare que les forces russes ont achevé l'encerclement de Tchernihiv, ajoutant que la ville est complètement isolée et que les infrastructures essentielles pour ses 300 000 habitants sont en cours de destruction en raison de bombardements répétés. L'armée russe aurait également attaqué 7 civils fuyant par un convoi d'évacuation. Une frappe aérienne russe endommage également l'arène de Tchernihiv.
Le 11 mars, les forces ukrainiennes affirment avoir détruit une des unités de missiles russes bombardant la ville, une partie des troupes russes se rendent.
Le 25 mars, les forces russes isolent la ville septentrionale de Tchernihiv après avoir détruit un pont routier sur la rivière Desna au sud, tandis que les tentatives d'encerclement complet de la ville demeurent infructueuses.
Le 31 mars, l'armée ukrainienne reprend l'autoroute M01 reliant Kiev et Tchernihiv, mettant fin au siège. Le maire rapporte qu'il s'agit de la première nuit calme depuis le début de la guerre.
Le 2 avril, l'Ukraine annonce avoir repris la veille les villages de Sloboda et de Shestovytsia près de Tchernihiv, mais aussi celui de Mykhailo-Kotsiubynske, à 20 km au sud de la ville.

### Horodnia
Le 25 février 2022, la Russie capture Horodnia, une ville du raïon de Tchernihiv et y établit son quartier général militaire. L'Ukraine reprend ensuite la ville le 2 avril 2022,.

### Retraite des troupes russes
Le 30 mars, la Russie acte l'échec de l'offensive de Kiev et commence à retirer ses troupes du nord de l'Ukraine, y compris l'oblast de Tchernihiv. Les forces ukrainiennes reprennent alors de nombreuses villes et localités et, le 3 avril, les responsables ukrainiens et le Pentagone affirment que les forces russes ont quitté l'oblast de Tchernihiv pour se redéployer dans le Donbass et le sud de l'Ukraine.

## Conséquences
Après le retrait des forces russes, les forces ukrainiennes commencent des opérations de déminage dans les oblasts de Kiev et de Tchernihiv.
Le 9 août, le Département d'État des États-Unis annonce envoyer 89 000 000 $ à l'Ukraine pour aider aux opérations de déminage.
Les forces russes continuent à bombarder régulièrement de petites villes et villages près de la frontière avec la Russie.